# Can Parellada (Subirats)
Can Parellada és una masia del municipi de Subirats (Alt Penedès) protegida com a bé cultural d'interès local.
És una masia de planta quadrangular, composta de planta baixa, pis principal i golfes. Les façanes són de composició simètrica amb balcons, finestrals i coronaments amb frontó motllurat i la coberta és de teula àrab en forma de creu i terrats laterals. L'interior també té força interès i s'hi conserven mobles i complements de l'època. També hi ha una masia del segle xv annexa, de planta rectangular, coberta a dues aigües amb un portal adovellat amb arcs de diafragma ogival. Per acabar, esmentar el jardí romàntic on trobem una torre de rellotge feta de maó. El conjunt és tancat per un baluard.